# Beker (prijs)

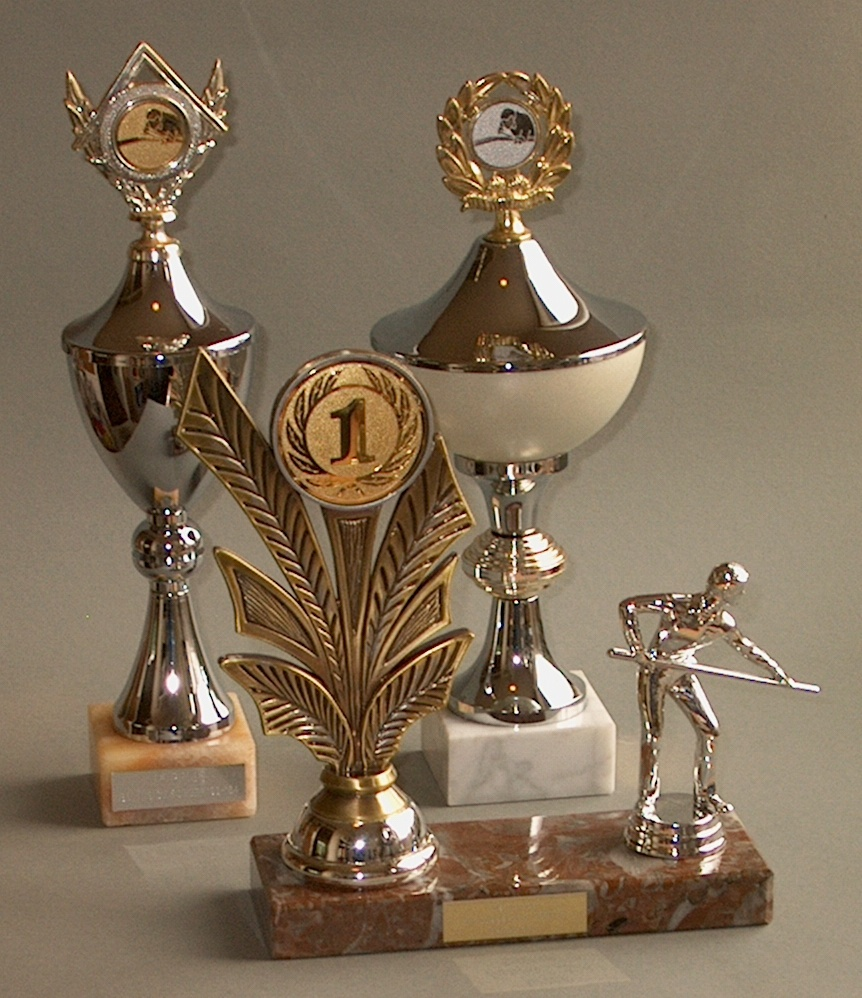
Diverse bekers en andere trofeeën

Een beker als trofee kan als sierbeker worden gegeven bij bijzondere gelegenheden. Het is een tastbaar 'bewijs' of herinnering aan iets bijzonders. Vaak is de beker zilver of goudkleurig.
Een wedstrijd waar een beker de hoofdprijs is, wordt soms 'bekertoernooi' genoemd. Soms is 'beker' (of Engels: cup) in de naam verwerkt: Wereldbeker, Davis Cup, KNVB beker, etc.